# Heteromys anomalus
Heteromys anomalus és una espècie de mamífer rosegador de la família dels heteròmids. Viu a Colòmbia, Trinitat i Tobago i Veneçuela. S'alimenta de llavors, fruita, grans, plantes suculentes i insectes. Els seus hàbitats naturals són les zones humides, els boscos tropicals perennifolis multiestratals, els boscos tropicals perennes mèsics, els boscos tropicals caducifolis i els camps de conreu de subsistència. És una espècie en risc mínim, és a dir, no sembla que hi hagi cap amenaça significativa per a la seva supervivència.